# Tour della nazionale maschile di rugby a 15 dell'Irlanda 2022
Tra giugno e luglio 2022 la nazionale irlandese di rugby allenata da Andy Farrell intraprese un tour in Nuova Zelanda che prevedeva una serie di tre test match con gli All Blacks nei tre fine settimana tra il 2 e il 16 luglio e due incontri infrasettimanali contro i Māori All Blacks.
La vittoria irlandese per 2-1 della serie provocò una rivoluzione statistica nel mondo del rugby.
La squadra guidata da Andy Farrell divenne solo la quinta, nella storia della disciplina, a vincere una serie in Nuova Zelanda: prima di essa il Sudafrica nel 1937, l'Australia nel 1949 e nel 1986, i British Lions nel 1971 e la Francia nel 1994.
I primi due match del tour furono invero sfavorevoli all'Irlanda: ad Hamilton i Māori All Blacks vinsero largamente 32-17 e il primo test fu un'altrettanto netta affermazione neozelandese per 42 a 19.
Fu nel secondo test che l'Irlanda, oltre a pareggiare la serie, riuscì nell'impresa di battere per la prima volta gli All Blacks sul loro terreno interno: l'incontro finì con due mete per parte, ma la differenza la fece il piede di Jonathan Sexton autore di 13 punti contro i solo 2 di Jordie Barrett.
Dopo avere pareggiato la serie anche dei match infrasettimanali battendo 30-24 i Māori All Blacks, gli irlandesi compirono l'impresa nel terzo test vincendo 32-22 a Wellington, non solo conquistando la loro prima serie contro i neozelandesi e battendoli due volte a seguire, ma anche infliggendo loro due sconfitte interne consecutive per la prima volta dal 1998.
Per gli irlandesi questo significò, dal 18 luglio successivo, il raggiungimento del primo posto del ranking World Rugby ottenuto scavalcando la Francia, mentre invece la Nuova Zelanda perse una posizione e da terza terminò la serie al quarto posto.

## Risultati

### Itest match
| Arbitro: | Karl Dickson |

|                                                                    |    |                               |
| J. Barrett 21’ Reece 30’ Tupaea 35’ A. Savea 38’, 53’ Sowakula 71’ | mt | 6’ Earls 44’ Ringrose 77’ Aki |
| J. Barrett 21’, 30’, 35’, 38’, 53’, 71’                            | tr | 44’, 77’ Carbery              |

| Arbitro: | Jaco Peyper |

|                             |      |                      |
| B. Barrett 40+1’ Jordan 78’ | mt   | 3’, 48’ Porter       |
| J. Barrett 40+1’            | tr   | 3’, 48’ Sexton       |
|                             | c.p. | 14’, 56’, 68’ Sexton |

| Arbitro: | Wayne Barnes |

|                                      |      |                                                  |
| A. Savea 43’ R. Ioane 51’ Jordan 59’ | mt   | 3’ v.d. Flier 27’ Keenan 36’ Henshaw 64’ Herring |
| J. Barrett 43’, 51’                  | tr   | 27’, 36’, 64’ Sexton                             |
| J. Barrett 22’                       | c.p. | 31’, 55’ Sexton                                  |

### Gli altri incontri
| Arbitro: | Wayne Barnes |

|                                                |      |                     |
| Sullivan 16’ Stevenson 28’ Weber 34’ Grace 40’ | mt   | 20’ Aki 66’ Coombes |
| J. Ioane 28’, 34’, 40’                         | tr   | 20’, 67’ Frawley    |
| J. Ioane 7’, 27’                               | c.p. | 4’ Frawley          |

| Arbitro: | Karl Dickson |

|                                             |      |                                                 |
| Stevenson 2’ tecnica 44’ Love 69’ Weber 80’ | mt   | 33’ tecnica 66’ Coombes 32’ Timoney 88’ Larmour |
| J. Ioane 80’                                | tr   | 33’ Frawley                                     |
|                                             | c.p. | 25’, 41’ Frawley                                |